# Natri sulfide
Natri sulfide là tên gọi cho hợp chất hoá học Na2S, nhưng thông thường là dành cho muối hiđrat Na2S·9H2O. Cả hai muối đều không màu và tan trong nước tạo dung dịch có tính base. Khi gặp không khí ẩm, Na2S và các muối hiđrat của nó đều giải phóng hiđrô sulfide có mùi trứng thối hay trung tiện. Tổng quát, cái tên thương mại natri sulfide không tồn tại duy nhất, nhưng được ghi rõ là Na2S·xH2O, trong đó hàm lượng Na2S cũng được xác định. Loại thường gặp chứa khoảng 60% Na2S về khối lượng, nghĩa là x xấp xỉ bằng 3. Loại dùng trong kĩ thuật có bề ngoài màu vàng. Các loại này đều được bán ngoài chợ dưới tên 'vụn natri sulfide'. Mặc dù ở thể rắn có màu vàng, các dung dịch của natri sulfide đều không màu.

## Cấu trúc

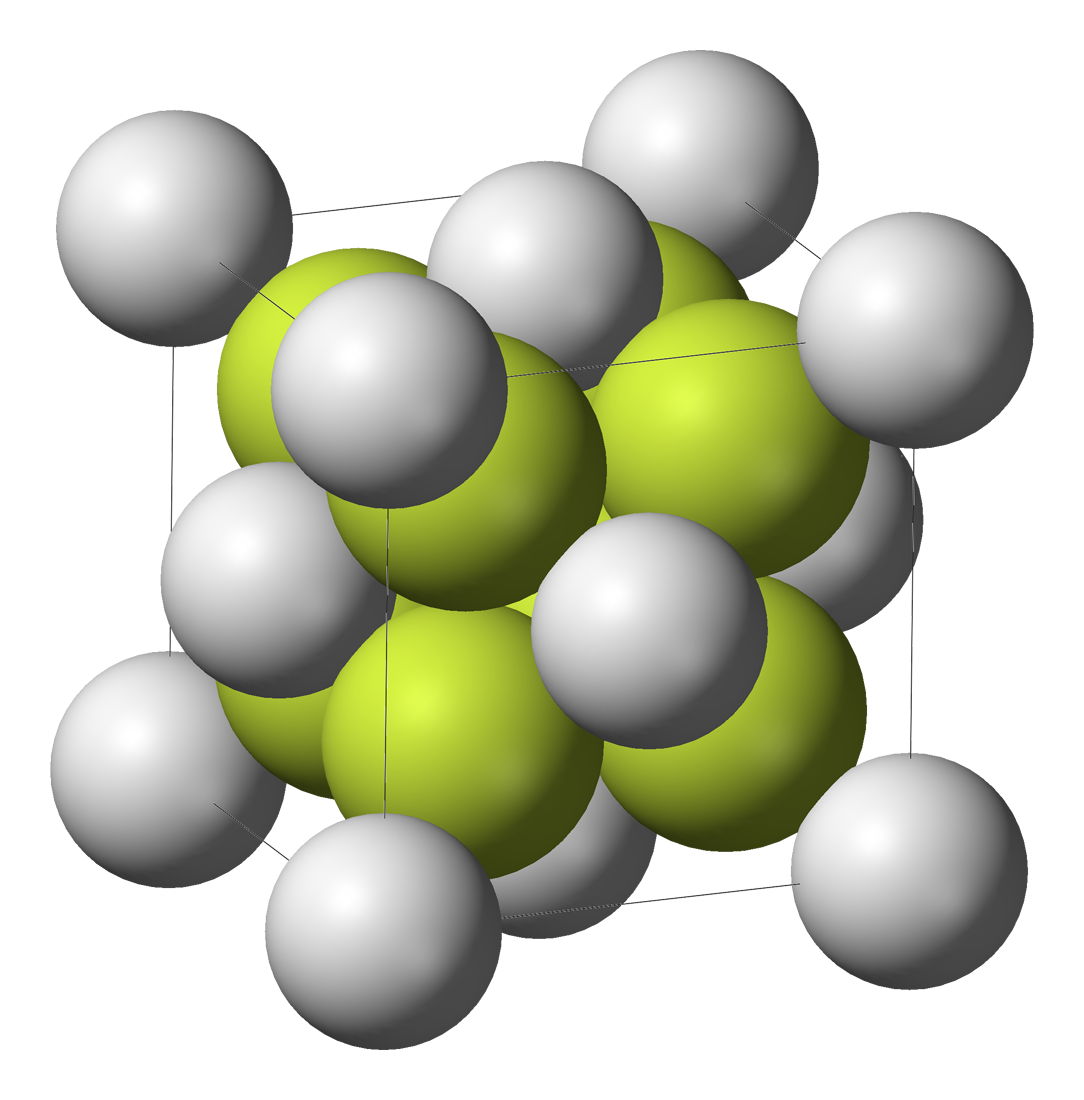
Cấu trúc florit

Na2S thuộc cấu trúc antiflorit, nghĩa là ion Na+ trung tâm chiếm vị trí của flo trong mô hình CaF2 và ion S2− lớn hơn ở vị trí của Ca2+. Trong dung dịch, natri sulfide phân li hoàn toàn. Tuy nhiên, anion không tồn tại với khối lượng đáng kể trong nước. Ion sulfide là một base quá mạnh để có thể cùng tồn tại với nước. Vì thế quá trình hoà tan được miêu tả như sau: 
Na2S(s)  + H2O(l) → 2Na+(aq) + HS− + OH−
Natri sulfide có thể oxy hoá khi đun nóng tạo ra natri cacbonat và lưu huỳnh điôxit:
2 Na2S + 3 O2 + 2 CO2 → 2 Na2CO3 + 2 SO2

## Sản xuất
Na2S được sản xuất trong công nghiệp bằng cách khử natri sulfat với cacbon, ở dạng than đá:
Na2SO4  +  4 C  →  Na2S  +  4 CO
trong phòng thí nghiệm, muối khan có thể được điều chế khi khử lưu huỳnh với natri trong khí amonia khô. Theo một cách khác, lưu huỳnh có thể bị natri khử trong THF khô với xúc tác naphtalen:
2 Na  +  S  →  Na2S

## Sử dụng
Nó được dùng chủ yếu trong công nghiệp giấy và bột giấy trong chu trình Kraft. Nó dùng để xử lý nước như chất loại bỏ tạp chất oxi, trong công nghiệp nhiếp ảnh để ngăn các dung dịch tráng phim khỏi oxi hoá, làm chất tẩy trong công nghiệp in ấn, làm tác nhân khử clo và lưu huỳnh, và trong nghề da để sulfit hoá các sản phẩm thuộc da. Nó được dùng làm tác nhân tạo gốc sulfometyk và sulfonat trong sản xuất hoá chất. Nó được dùng trong sản xuất hoá chất cao su, thuốc nhuộm sulfide và các hợp chất hoá học khác. Ngoài ra nó còn được dùng trong nhiều ứng dụng khác như tách quặng, thu hồi dầu, bảo quản thực phẩm, chế thuốc nhuộm, và chất tẩy.

## An toàn
Giống như natri hiđrosulfide, natri sulfide là một base mạnh và có thể gây bỏng da. Các axit phản ứng với nó sinh ra H2S, một khí độc và có mùi hôi thối.